# Eystein Valdason
Eystein Valdason (isl. Eysteinn Valdason) är en av åtta Torsskalder som citeras av Snorre Sturlasson i kapitlet om Torskenningar i Skáldskaparmál (4). Eystein är här företrädd med tre halvstrofer, vilka alla handlar om Tors strid mot Midgårdsormen. De har av stilistiska skäl daterats till 900-talet.
Eystein Valdason var, att döma av Snorres introduktion ”ok sem kvað Eysteinn Valdason” och ”enn kvað Eysteinn”, en välkänd skald vid denna tid, men är i dag så okänd att det inte ens är möjligt att med säkerhet uttala sig om hans nationalitet. Han brukar kategoriseras som islänning, men detta bygger på ett rent statistiskt resonemang: de flesta norröna skalder var faktiskt islänningar vid denna tid.
Åke Ohlmarks föreslog år 1958 att Eystein Valdason kan ha varit dansk. Av skaldens patronymikon att döma bör Eysteins far ha hetat Valdi – men det är ett namn som varken förekommer i de isländska släktsagorna eller i Landnámabók. Däremot skulle det, liksom Valdarr, kunna vara en kortform för Valdimarr, vilket leder tankarna till Danmark. På Island förekom Valdi vid denna tid endast som efterled i sammansatta namn, typ Sigvaldi, Ávaldi och liknande.
I en av de strofer som Snorre citerar förekommer dessutom ett egendomligt heiti för Oden, som här kallas Hrímnir:
| Sín bjó Sifjar rúni snarla fram með karli – hornstraum getum Hrímnis hrœra – veiðarfœri. | Snabbt drog Sifs förtrogne samman med den gamle hugg-garnen fram – men Hrimners hornströmmar jag tömmer! |  |

”Hrimners hornströmmar” bör syfta på ”skaldemjödet”, det vill säga dikten, men Hrímnir är ett jättenamn. Grímnir skulle ha passat mycket bättre, men något avskrivarfel kan det knappast röra sig om att döma av bokstavsrimmen. Om däremot Eystein hade varit av dansk börd så kunde ”det märkliga heitet eventuellt ha hämtats från en eljest okänd östnordisk skaldepraxis”, skriver Ohlmarks, som dock erkänner att detta är ”en lös gissning beträffande en person, om vilken vi i själva verket vet nästan mindre än intet”.